# McLaren MP4-17D
O MP4/17D é o modelo da McLaren da temporada de 2003 da F-1. Condutores: David Coulthard e Kimi Räikkönen.

## Resultados[1]
(legenda) (em negrito indica pole position e itálico volta mais rápida)
| Ano  | Chassis | Motor                | Pneus | N° | Pilotos         | 1   | 2   | 3   | 4   | 5   | 6   | 7   | 8   | 9   | 10  | 11  | 12  | 13  | 14  | 15  | 16  | Pontos | Posição |  |
| ---- | ------- | -------------------- | ----- | -- | --------------- | --- | --- | --- | --- | --- | --- | --- | --- | --- | --- | --- | --- | --- | --- | --- | --- | ------ | ------- |  |
|      |         |                      |       |    |                 |     |     |     |     |     |     |     |     |     |     |     |     |     |     |     |     |        |         |  |
|      |         |                      |       |    |                 | AUS | MAL | BRA | SMR | ESP | AUT | MON | CAN | EUR | FRA | GBR | GER | HUN | ITA | USA | JAP |        |         |  |
| 2003 | MP4/17D | Mercedes FO 110P V10 | M     | 5  | David Coulthard | 1   | Ret | 4   | 5   | Ret | 5   | 7   | Ret | 15  | 5   | 5   | 2   | 5   | Ret | Ret | 3   | 142    | 3º      |  |
| 2003 | MP4/17D | Mercedes FO 110P V10 | M     | 6  | Kimi Raikkonen  | 3   | 1   | 2   | 2   | Ret | 2   | 2   | 6   | Ret | 4   | 3   | Ret | 2   | 4   | 2   | 2   | 142    | 3º      |  |